# Myriam Kloster
Myriam Kloster (Montreuil-sur-Mer, 4 agosto 1989) è un'ex pallavolista francese, di ruolo centrale.

## Carriera

### Club
La carriera di Myriam Kloster inizia nel 2003 quando entra a far parte dell'IFVB di Tolosa, dove resta fino al 2007.
Nella stagione 2007-08 esordisce in Pro A ingaggiata dal Béziers Gazélec, mentre nell'annata successiva passa all'ASPTT Mulhouse, sempre nella massima divisione, a cui resta legata per tre annate. Dopo un breve periodo di inattività, torna sui campi da gioco a metà stagione 2011-12 con il Venelles.
Nella stagione 2013-14 veste la maglia de Le Cannet, dove resta per due annate e con cui si aggiudica la Coppa di Francia 2014-15.
Per il campionato 2015-16 viene ingaggiata dal RC Cannes, conquistando due Coppe di Francia, lo scudetto 2018-19 e la Supercoppa 2019, mentre nell'annata 2020-21 si accasa nuovamente al Venelles, sempre in Ligue A, conquistando l'edizione 2019-20 della Coppa di Francia, originariamente sospesa a causa della diffusione in Francia della pandemia di Covid-19.
Al termine della stagione 2021-22 annuncia il proprio ritiro dall'attività agonistica.

### Nazionale
Nel 2007 ottiene le prime convocazioni nella nazionale francese, mentre le ultime convocazioni risalgono al 2019.

## Palmarès

### Club
- Campionato francese: 1

2018-19
- Coppa di Francia: 4

2014-15, 2015-16, 2017-18, 2019-20
- Supercoppa francese: 1

2019

### Premi individuali
- 2009 - European League: Miglior servizio
- 2010 - Ligue A: Giocatrice rivelazione
- 2015 - Ligue A: Miglior centrale
- 2015 - Ligue A: MVP